# 糸井重里
糸井 重里（いとい しげさと、1948年〈昭和23年〉11月10日 - ）は、日本のコピーライター、エッセイスト、タレント、作詞家、実業家。
株式会社ほぼ日代表取締役社長。株式会社エイプ代表取締役。フィールズ株式会社社外取締役。妻は女優の樋口可南子。日本モノポリー協会会長。

## 来歴

### 生い立ち
群馬県前橋市出身。生誕後に両親が離婚し、司法書士であった父親の元に引き取られ祖母に育てられる。その後、実母と1981年に再会した。
小学校3年の時に父親が再婚。幼少時から漫画好きで漫画家に憧れていた。中学時代は北杜夫に熱中した。
群馬県立前橋高等学校に入学。文学青年の友達ができ、アングラ文学などに目覚める。また、バンカラを気取って一本歯の下駄で学校に通った。高校1年の時にバンドを組みたくなり、お金を稼ぐためにオルガンやピアノのセールスマンの下請けとなり10台売ったという。また、文化祭の企画で「ハプニング」的なことをやりたくなり、江戸川乱歩の『赤い部屋』を再現したり、ベトナムの僧侶の焼身自殺を真似たりした。
法政大学文学部日本文学科に入学。1年ほどガテン系のアルバイトをする。在学中に学生運動に身を投じ逮捕されること5回。その後法政大学を中退した。

### コピーライター
知人に薦められて「宣伝会議」のコピーライター養成講座に通い、1968年にデザイン事務所「サムシング」に就職。1969年に栗田工業主宰のTVCFアイディア賞で銀賞を、1971年には金賞を受賞するが、1973年に「サムシング」が倒産。そのままフリーランスとなる。同年、宣伝会議賞受賞。
1975年、トーメンアパレルから発売されていたジーンズブランド「WELDGIN」の「このジャンパーの良さがわからないなんて、とうさん、あんたは不幸な人だ!」のコピーで、東京コピーライターズクラブ新人賞受賞。同年、イラストレーター湯村輝彦に出会い、彼の主宰のORIGINAL FLAMINGO STUDIOの創設に参加。
1976年、湯村と共に制作した、「WELDGIN」の広告で、東京アートディレクターズクラブ賞（ADC賞）を受賞。同年、漫画雑誌『ガロ』の編集者の南伸坊からの依頼で、糸井が原作、湯村が作画の「ペンギンごはん」シリーズの発表を始める。また、『ガロ』の編集部にいた南伸坊、渡辺和博らを介して、「赤瀬川原平人脈」との親交が始まる。同年7月、糸井原作、湯村作画で「さよならペンギン」を刊行。
1978年、矢沢永吉の自伝本『成りあがり』の構成と編集を手掛ける。同書はベストセラーを記録した。

### 糸井重里事務所
1979年、沢田研二の「TOKIO」の作詞を担当。また、スナック等でちり紙やマッチなどで行う、気の効いた「芸」をまとめた著作『スナック芸大全』を刊行。自身の名義での処女出版となると共に、この年「東京糸井重里事務所」（現：「株式会社ほぼ日」）を設立。この事務所に、当時美大生でスタッフの友人であったみうらじゅんが盛んに出入りするようになり、糸井がみうらを『ガロ』編集部に紹介。みうらの漫画家デビューのきっかけを作った。
1980年9月から、サブカルチャー雑誌『ビックリハウス』において、読者投稿ページ「ヘンタイよいこ新聞」を担当。その「意味のない面白さ」で読者を熱狂させ、若者たちの教祖的存在となる。また、『ビックリハウス』に関係していた、新進気鋭のミュージシャン、アーティストとの交際も始まる。
1980年に情報センター出版局の編集者が、糸井重里にプロレスのエッセー執筆を依頼。しかし糸井は自分の知っているプロレスフリークの編集者の方が面白いと村松友視を紹介した。編集者から話を聞いた村松は気楽な気持ちで執筆、更に会社の人間は読まないだろうと本名で『私、プロレスの味方です』を出版。本人の予想外のベストセラーとなり、続編『当然プロレスの味方です』も執筆することになった。
1982年5月、新聞終刊記念イベントとして「ヘンタイよいこ白昼堂々秘密の大集会」を糸井と鈴木慶一らで企画。
また、1982年4月から1985年3月まで、NHKの若者向け番組「YOU」の司会も担当。
その後、西武百貨店の「不思議、大好き。」（1982年）「おいしい生活」（1983年）などのキャッチコピーでコピーライターとしても脚光を浴びる。仲畑貴志や川崎徹らと共に注目を集め、「コピーライター・ブーム」を呼んだ。
1983年からは『週刊文春』において「家元」と名乗り、読者投稿型のコピー講評「糸井重里の萬流コピー塾」の連載を開始。
1984年、有楽町マリオンの完成記念イベントとして「夕刊イトイ」を企画。
1989年、ゲーム製作のための会社「エイプ」を設立。制作した『MOTHERシリーズ』はカルト的なファンを生んだ。
1993年、女優の樋口可南子と再婚。
1998年、「ほぼ日刊イトイ新聞」（現ほぼ日）を開設。
2001年、雑誌「インパク」の編集長を務めて話題となった。

## 人物
名前の重里（しげさと）はスタンダールの小説『赤と黒』の主人公ジュリアン・ソレルにちなんで名付けられた（ジュリアン→ ジュリ→ 重里）。基本的に一人称は「ぼく」である。血液型A型。身長174 cm。愛犬はジャック・ラッセル・テリアのブイコ。
モノポリーが趣味で、日本モノポリー協会会長でもある。2011年に雑誌の特集で「自身が書いた本の帯から（自薦で）一番を決める」という企画が組まれた際、かつてモノポリー専門書につけたコピー「天使と悪魔が徹夜する！」をナンバーワンに挙げている。
バス釣りも趣味。1996年12月に刊行された著書『誤釣生活』は、雑誌『SINRA』に連載された。
また、プロ野球・読売ジャイアンツ（巨人）のファンとしても有名で、『ニュースステーション』ではファン代表としてキャッチコピーをつけたりした。有名なものとして90年代巨人のエースだった斎藤雅樹に「桃太郎」という愛称を名づけたりした。そのほか、同番組で「巨人が優勝を逃したら六本木を坊主頭・褌一丁でランニングする」と宣言した年に巨人が優勝できなかったため、実際に「日曜日の深夜3時」にその姿を撮影した写真をキャスターの久米宏に見せたこともある。2002年の『ほぼ日刊イトイ新聞』での藤田元司のと対談で「年間70試合、オープン戦から日本シリーズまで、ずっと巨人の後をついてまわっていたんですから、仕事している人間としてはマズイです。あんなことができていて、しかも、『糸井さん仕事してるね』『忙しそうだね』と言われていたのは、どう考えてもおかしいです」と自ら振り返っていた。
任天堂と関わりが深い。糸井がシナリオなどを手掛け、1989年に任天堂より発売されたゲームソフト『MOTHER』を機に、任天堂社長の山内溥やゲームクリエイターの宮本茂と交友を深める。また、1994年発売の続編『MOTHER2 ギーグの逆襲』を開発したハル研究所の当時の社長で後に任天堂の社長となる岩田聡とも親交が深く、「ほぼ日刊イトイ新聞」では宮本・岩田との対談記事が定期的に掲載された。なお、1995年6月から2001年6月にはハル研究所の取締役を務めており、この期間には同社の企業ロゴ（通称「犬たまご」）の考案も行っている。
尊敬する人物や影響を受けた人物として藤田元司、和田誠、土屋耕一、横尾忠則といった名前を挙げている。
妻の樋口可南子とは再婚である。1981年に一般女性と結婚。同年に娘が生まれたものの、翌1982年には樋口との不倫が発覚。糸井と前妻との離婚成立後に同居を始め、1993年、樋口と正式に結婚した。
一時期柴田亜美が同じマンション（南青山第一マンションズ）に居住しており、柴田の漫画『ドキばぐ』で「ところでこのマンション糸井重里さんの事務所もあるんだけど、時々1階のロビーできつい顔して座ってる方々…ひょっとして任天堂の人？」というセリフがある。
サスペンス映画『憲兵とバラバラ死美人』を幼少期に誤って鑑賞したことで女性が殺害されるシーンがトラウマとなり、それがMOTHERシリーズのギークにインスピレーションを与えた。

## ほぼ日
代表を務める「株式会社ほぼ日」が運営するウェブサイト「ほぼ日」は、1998年6月6日に開設された。
サイトの立ち上げには、糸井の友人で元任天堂社長である岩田聡が大きく携わっている。
著名人やクリエイターなどの連載、オリジナルグッズの販売などが主なコンテンツで、執筆陣は清水ミチコ、鳥越俊太郎、渡辺真理、春風亭昇太、天海祐希など多彩。他にも、タモリ、萩本欽一、矢沢永吉、松本人志、イチロー、谷川俊太郎、明石家さんまなど、多数の有名人との対談も掲載されている。サイト内での糸井の愛称は「ダーリン」。
メインのおさるのキャラクターはアートディレクター秋山具義によるもの。
2015年5月に数年以内に「ほぼ日」を株式上場することを発表。この発表に合わせ2016年12月1日付で会社名を糸井重里事務所から「株式会社ほぼ日」へ改称した。
2017年3月16日にジャスダックに上場した。
2025年6月6日にウェブサイト名をほぼ日刊イトイ新聞から「ほぼ日」へ改称した。

## 評価
1995年にナンシー関が、テレビタレントとしての糸井について「誰かが『もうおもしろくねぇんだよ』とでも突っ込んでくれたら、どんなに気が楽になるだろう。糸井重里がテレビで尊重されている大きな理由のひとつに『80年代を捨てきれない大人になったヘンタイよいこ』というのがある気がする。『イトイ的なカンジ』にひかれた子供が、現在30代半ばになり、『あの、イトイさんと』の思いを遂げている結果が、『糸井重里よくテレビに出てる』ではないのか。」と批判。
1998年に「ほぼ日」において糸井は「たしかにぼくは『視聴者のちょっと知ってる人』という役割でしかテレビに貢献してない。こういうことを目ざとく発見するのが、ナンシー関という人の恐ろしいところである。自分で、『オレ、面白くなかったんだ!』とかなり痛いところに気づいてしまったのも、彼女のせいというかお陰なのである。」と発言している。
筑紫哲也による対談集『若者たちの神々(Part1)』（1984年）において、糸井は既に「自分は『場所を作る存在』で、その場所でみんなで遊んでもらえばいい」と発言している。
また、漫画家の松田洋子は『秘密の花園結社リスペクター』に「となりのイトイ」という替え歌を載せ、矢沢永吉、宮崎駿、木村拓哉といった話題の有名人の隣に、なぜかいつも糸井がしっかり座っている現象を皮肉っている。

## 出演

### テレビ番組
- 月刊やさい通信（NHK総合）
- YOU（NHK教育テレビ、1982年4月 - 1985年3月）
- スタジオL 糸井重里の夜刊タイムズ（NHK総合）
- ザ・テレビ演芸（「飛び出せ笑いのニュースター」審査員、テレビ朝日）
- 今夜なに色?（よみうりテレビ）
- TVブックメーカー（フジテレビ、糸井重里七・糸井重里七七七名義で出演）
- タモリのジャポニカロゴス（フジテレビ）
- タモリのボキャブラ天国（フジテレビ）
- タモリのネタでNIGHTフィーバー!（フジテレビ）
- トリビアの泉 〜素晴らしきムダ知識〜（フジテレビ）
- 電波少年的CS放送局（日本テレビ系CS）
- フジサンケイグループ広告大賞（フジテレビ）
- ギミア・ぶれいく（「糸井重里・徳川埋蔵金発掘プロジェクト」、TBS）
- カミングOUT！（TBS、1994年10月 - 1995年3月）
- イトイ式（TBS、1995年4月 - 9月）
- マジカル頭脳パワー!!（「第1回放送」回答者の1人、日本テレビ）
- 糸井重里の電視遊戯大展覧会（フジテレビ 1987年11月6日 00:35-03:05（単発放送））
- ゲームセンターCX 第285回 「糸井重里降臨!! MOTHER2 ギーグの逆襲」（フジテレビONE、2019年9月12日、有野晋哉と対談）

### テレビドラマ
- 水曜ドラマスペシャル「糸井重里のたとえばこんなメロドラマ」（TBS、1985年9月25日）
- 連続テレビ小説 あまちゃん 第16週（『夜のベストヒットテン』司会者役[注 6][19]、NHK、2013年）

### ラジオ
- おとなの時間割 ザ・チャノミバ Tea for us.（TBSラジオ）
- 上柳昌彦 ごごばん!（火曜日トークセッションパートナー、ニッポン放送）
- レコパル音の仲間たち（エフエム東京）

### 映画
- スクラップ ストーリー ある愛の物語（1984年） - 刑事役
- 月に沈む（2002年） - 精神科医役
- ノルウェイの森（2010年） - 大学教授役

#### 劇場アニメ
- となりのトトロ（1988年、東宝） - 草壁タツオ（お父さん）役[20]

### CM
- 全国牛乳普及協会（1983年）
- 東京ガス（1986年、嵐山光三郎と共演）[21]
- 大塚製薬 ポカリスエット（1986年ころ、森高千里と共演）
- シャープ システム電子手帳・ウインドウ
- ナショナル（現・パナソニック）テレビデオ（1983年ころ、沢田研二と共演）
- 日本アイ・ビー・エム「IBM・BIS」（1989年）
- 日本たばこ産業「アルファ」（1998年）[22]

### 雑誌連載
- ヘンタイよいこ新聞 （ビックリハウス）
- 萬流コピー塾（週刊文春）
- イトイの通販生活（通販生活）

## 代表的なキャッチコピー
- 君に、クラクラ。（カネボウ化粧品）[注 7]
- くうねるあそぶ。（日産自動車・セフィーロ）※井上陽水がCMに出演。
- 生ビールがあるじゃないか、あるじゃないか。（キリン・ラガービール）
- ロマンチックが、したいなぁ。（サントリー・レッド）
- あったかい夜を、プリーズ。（同上）
- A・B・C・Dのうちで、あなたに当てはまる部分をお読みください。（サントリー・ペリエ）
- がんばった人には、NCAA（サントリー・NCAA）
- くろまてがクロマティになる。（バップ・スーパーリアルベースボール'88）
- 大人も子供も、おねーさんも。（任天堂・MOTHER2 ギーグの逆襲）
- いまのキミはピカピカに光って。（ミノルタ MINOLTA X-7）※宮崎美子がCM出演。
- よろしく。（小学館・矢沢永吉写真集）
- やたッ。（ロンドンレコード・RCサクセション・1982年サマーツアー）
- サラリーマンという仕事はありません。（セゾングループ・求人広告）
- オランジェ・デ・キドル（資生堂・レシェンテ）※宮沢りえがCMに出演。
- 本当の主役は、あなたです。（日本テレビ・24時間テレビ番組内コピー）
- TRAiNG（JR東日本）
- 「イノセンス それは、いのち。」 - 映画『イノセンス』
- まりちゃんはヘビィ・メタル（浜田麻里）

他多数。

### スタジオジブリ作品キャッチコピー
- 「このへんないきものは まだ日本にいるのです。たぶん。」 - 映画『となりのトトロ』
- 「4歳と14歳で、生きようと思った」 - 映画『火垂るの墓』
- 「忘れものを、届けに来ました。」 - 映画『となりのトトロ/火垂るの墓』
- 「おちこんだりもしたけれど、私はげんきです。」 - 映画『魔女の宅急便』
- 「私はワタシと旅にでる。」 - 映画『おもひでぽろぽろ』
- 「カッコイイとは、こういうことさ。」 - 映画『紅の豚』
- 「タヌキだってがんばってるんだよォ」 - 映画『平成狸合戦ぽんぽこ』
- 「好きなひとが、できました。」 - 映画『耳をすませば』
- 「生きろ。」 - 映画『もののけ姫』
- 「家内安全は、世界の願い。」 - 映画『ホーホケキョ となりの山田くん』
- 「トンネルのむこうは、不思議の町でした。」 - 映画『千と千尋の神隠し』
- 「猫になっても、いいんじゃないッ?」 - 映画『猫の恩返し』
- 「ふたりが暮らした。」 - 映画『ハウルの動く城』
- 「見えぬものこそ。」 - 映画 『ゲド戦記』

### 新潮文庫
- インテリげんちゃんの、夏休み。（新潮社・新潮文庫）
- 想像力と数百円。（同上）
- 少年少女をやめた夏。（同上）
- 拳骨で読め。乳房で読め。（同上）
- 十年後の夏、また泣いた。（同上）
- 「がんばれ、犯人！」な夜もある。（同上）

### パルコ
- 僕の君は世界一（パルコ）
- あそんでねむれ。（同上）
- 本読む馬鹿が、私は好きよ。（同上）
- 愛するひとは、あなたを愛してくれますか。（同上）

### 西武百貨店
- 1980年「じぶん、新発見。」
- 1981年「不思議、大好き。」
- 1982年 - 1983年「おいしい生活。」
  - 同名の矢野顕子（作曲・歌唱）の曲の作詞も行っている。
- 1984年「うれしいね、サッちゃん。」
- 1984年「狩人か。旅人か。」
- 1985年「情熱発電所」
- 1986年「元禄ルネッサンス」
- 1987年「じゃない。」
- 1988年「ほしいものが、ほしいわ。」
- 1989年「より道主義だ。」
- 1990年「いいにおいがします。」

※そのほか、1985年尼崎市に開店したつかしん店の店名を命名している。

### その他
- 1989年に藤田元司が巨人監督に復帰した際、巨人の野球を「噛めば噛むほど味が出る『スルメ野球』」と評した。
- ユニクロ野菜「SKIP」のプロデュース。
- 2005年創部の萩本欽一がオーナーと監督を兼任する社会人野球チーム「茨城ゴールデンゴールズ」の命名。

### 本人が否定した作品
以下のコピーは「糸井作」のものだと紹介されることがあるが、2007年7月10日、公式サイト「ほぼ日刊イトイ新聞」の日替わりコラム「今日のダーリン」内で、本人自らが否定した。
- 「中国四千年の味」- 明星食品
- 「愛は地球を救う」- 日本テレビ『24時間テレビ』サブタイトル
- 「かつて人と竜はひとつだった。」- 映画 『ゲド戦記』
- ゲームボーイ、バーチャルボーイの商品名

## 作詞
| 曲名                                 | 歌                  | 作曲                 | 備考 |
| ------------------------------------ | ------------------- | -------------------- | --- |
| パパの歌                             | 忌野清志郎          | 忌野清志郎           | |
| TOKIO                                | 沢田研二            | 加瀬邦彦             | |
| 恋のバッド・チューニング             | 沢田研二            | 加瀬邦彦             | |
| 嘘はつけない                         | 沢田研二            | 加瀬邦彦             | |
| クライマックス                       | 沢田研二            | 沢田研二             | 編曲:伊藤銀次 |
| Last Pretender                       | ピンク・レディー    | 高橋幸宏             | |
| AMENIC（逆回転のシネマ）             | ピンク・レディー    | 梅林茂               | |
| 恋は千里眼                           | 山口百恵            | 来生たかお           | |
| ファンキー・ドールはファニー・ボーイ | 倉田まり子          | 佐久間正英           | |
| あなたは「おもしろマガジン」         | 榊原郁恵            | 水谷公生             | |
| TVの国からキラキラ                   | 松本伊代            | 筒美京平             | |
| PATA PATA(パタパタ)                  | 松本伊代            | 筒美京平             | |
| オトナじゃないの                     | 松本伊代            | 筒美京平             | |
| 君にメロメロディ                     | 田原俊彦            | 森雪之丞             | |
| 春咲小紅                             | 矢野顕子            | 矢野顕子             | |
| 自転車でおいで                       | 矢野顕子            | 矢野顕子             | 佐野元春とのデュエット |
| ふりむけばカエル                     | 矢野顕子            | 矢野顕子             | |
| 夢のヒヨコ                           | 矢野顕子            | 矢野顕子             | |
| 赤ちゃんのおしり                     | 矢野顕子            | 坂本龍一             | 編曲：坂本龍一 日本プロクター・アンド・ギャンブル「パンパース」CMソング |
| 雪列車                               | 前川清              | 坂本龍一             | |
| きみについて                         | 坂本龍一            | 坂本龍一             | 編曲：坂本龍一 日本生命CMソング |
| 浮かびのビーチ・ガール               | シーナ&ザ・ロケッツ | YMO                  | 編曲：YMO |
| ピンナップ ベイビー ブルース         | シーナ&ザ・ロケッツ | 鮎川誠               | |
| いまのキミはピカピカに光って         | 斉藤哲夫            | 鈴木慶一             | 宮崎美子出演テレビCM「ミノルタ X-7」CMソング |
| 君はGANなのだ                        | 有頂天              | 鈴木慶一             | |
| 花咲く乙女よ穴を掘れ                 | ムーンライダーズ    | 鈴木慶一             | |
| ニットキャップマン                   | ムーンライダーズ    | 岡田徹               | |
| 地平線を見て育ちました               | 安全地帯            | 玉置浩二             | |
| ワンナイト・ショー                   | 矢沢永吉            | 矢沢永吉             | |
| 天使たちの場所                       | 矢沢永吉            | 矢沢永吉             | |
| あのひとは風の中                     | いしだあゆみ        | 大野克夫             | |
| さあ冒険だ                           | 和田アキ子          | カールスモーキー石井 | 森高千里との共作（森高千里 with S.Itoiと表記）、編曲：米米CLUB |
| まごころのうた                       | 柳原陽一郎          | 柳原幼一郎           | 柳原幼一郎との共作 清水建設CFソング |
| GIANTS FIRE!                         | 東京バナナボーイズ  |                      | 読売ジャイアンツ60周年記念の楽曲 |
| 暗い部屋で                           | ビートたけし        | 小田裕一郎           | |
| 応援歌、いきます                     | 細川たかし          | 岩﨑元是             | 編曲：岩崎元是/弦アレンジ:岩崎文紀 |
| SMILES and TEARS 2010                | やくしまるえつこ    | 田中宏和、鈴木慶一   | |
| we miss you 〜愛のテーマ〜           | 大貫妙子            | 酒井省吾             | |
| ナマケモノ                           | 柄本明              | 小林亜星             | 編曲：鷺巣詩郎 |
| 新・応援歌、いきます                 | 細川たかし/杜このみ | 岩﨑元是             | 編曲：野中“まさ”雄一 |
| からたちの花                         | 樋口可南子          | 井上陽水             | 流れ星犬太郎名義。井上陽水自身もアルバム『9.5カラット』でセルフカバーしている。 |
| デジタラブ                           | フィーバー          | 鈴木慶一             | 編曲：難波弘之 |
| ラジオと二人                         | ラジ                | 杉真理               | 編曲：高橋ユキヒロ |
| ヨジレアン・ツイスト                 | ラジ                | 鈴木慶一             | |
| Do you wanna dance                   | ラジ                | NOBODY               | |
| ゆうがたフレンド(USFUL SONG)         | とんねるず          | 大瀧詠一             | 編曲：多羅尾伴内・井上鑑 方向性の違いにより未発表。『大滝詠一 NOVELTY SONG BOOK/NIAGARA ONDO BOOK』DISC 2『NIAGARA ONDO BOOK』に収録されて日の目を見る。DISC 1『 NOVELTY SONG BOOK』には大滝詠一と鈴木慶一（冗談ぢゃねーやーず）歌唱版が収録。 |
| Lemon Shower                         | 須藤薫              | 大瀧詠一             | 編曲：大瀧詠一 明治製菓（現：明治）「レンモシャワー」（レモン味のキャンディ）CMソング |

## ゲーム
- MOTHERシリーズ（任天堂）
  - MOTHER（1989年）
  - MOTHER2 ギーグの逆襲（1994年）
  - MOTHER1+2（2003年）
  - MOTHER3（2006年）
- モノポリー（トミー）（1993年）
- ザ・モノポリーゲーム2（トミー）（1995年）
- 糸井重里のバス釣りNo.1シリーズ（任天堂）
  - 糸井重里のバス釣りNo.1（1997年）
  - 糸井重里のバス釣りNo.1 決定版!（2000年）
- 大乱闘スマッシュブラザーズシリーズ（任天堂） - シニアスーパーバイザー
  - 大乱闘スマッシュブラザーズX（2008年）
  - 大乱闘スマッシュブラザーズ for Nintendo 3DS / Wii U（2014年）

## 音楽

### シングル
- バイバイ・コロン（B面:SUPER FOLK SONG）（1980年）

### アルバム
- ペンギニズム（1980年レコード発売。1995年CDで再発。2006年再々発）。
  - 鈴木慶一、細野晴臣、矢野顕子、沢田研二など豪華メンバーが曲を提供し、糸井が全曲作詞、歌唱したアルバム。
  - 矢野顕子が提供した収録曲「SUPER FOLK SONG」は提供後、矢野のライブでは披露されていたが、1992年に全編ピアノの弾き語りによる同名アルバムにて楽曲提供から10年以上の時を経てセルフカバーがレコーディングされて、収録された。

## 著書

### 単著
- スナック芸大全 ごま書房 1979.10 のち角川文庫
- ペンギニストは眠らない 文化出版局 1980.12 のち角川文庫
- 私は嘘が嫌いだ 話の特集 1982.1 のち角川文庫、ちくま文庫
- 牛がいて、人がいて 徳間書店 1983.2 のち文庫
- 糸井重里全仕事 大増補大改訂版 マドラ出版 1983.10（広告批評の別冊3）
- こども用 One dozen adult stories（湯村輝彦画） 松文館 1984.1
- 糸井重里の萬流コピー塾 文藝春秋, 1984.3
- 糸井重里の萬流コピー塾U.S.A. 文藝春秋, 1984.9
- 糸井重里の萬流コピー塾0880 文藝春秋 1985.4 のち文庫
- こう生きるのが正しい! 糸井重里のオトナ相談室 小学館 1985.4
- CHIKUWA 糸井重里画報（チクワ編集委員会と糸井重里 図画構成：赤瀬川原平） 学習研究社 1985.4
- 糸井重里の萬流コピー塾 ワニ版 文藝春秋 1986.3
- 家族解散 新潮社 1986.10（小説）のち文庫
- 糸井重里の萬流コピー塾(基本編) 文藝春秋 1987.2
- 糸井重里の天然の萬流コピー塾 文藝春秋 1988.3
- おめでとうのいちねんせい（詩、日比野克彦絵）小学館 1989.12
- 85点の言葉（知的で口べたなあなたに)ネスコ 1989.4
- トイレをたすけたさるこ（トイレの絵本シリーズ 高畠純画） TOTO出版 1990.9
- 糸井重里のイトイ式コトバ論序説 マドラ出版, 1992.9
- ビリーブ・ユー 信じる信じない信じたい。（柴門ふみ絵） 小学館, 1993.2
- 誤釣生活 バス釣りは、おもつらい ネスコ 1996.12
- 豆炭とパソコン 80代からのインターネット入門 世界文化社 2000.11
- 詩なんか知らないけど 詩集（中川いさみ画、水内喜久雄編）大日本図書 2000.2
- ほぼ日刊イトイ新聞の本 講談社 2001.4 のち文庫
- インターネット的 PHP新書 2001.7 のち文庫
- ダーリンコラム 朝日出版社 2001.11（ほぼ日ブックス）
- 合コン&宴会芸大全 日本文芸社パンドラ新書 2005.2
- 小さいことばを歌う場所 東京糸井重里事務所 2007.2
- 思い出したら、思い出になった。東京糸井重里事務所 2008.2
- ともだちがやって来た。東京糸井重里事務所 2009.3
- ブイヨンの気持ち。東京糸井重里事務所 2009.3
- イトイの通販生活 東京糸井重里事務所 2009.11
- あたまのなかにある公園。東京糸井重里事務所 2010.4
- ブイヨンの日々。東京糸井重里事務所 2011.4
- 羊どろぼう。東京糸井重里事務所 2011.3
- ボールのようなことば。東京糸井重里事務所 2012.5
- 夜は、待っている。東京糸井重里事務所 2012.4
- ぽてんしゃる。東京糸井重里事務所 2013.7
- ぼくの好きなコロッケ。東京糸井重里事務所 2014.9
- 忘れてきた花束。東京糸井重里事務所 2015.7
- ふたつめのボールのようなことば。東京糸井重里事務所 2015.7
- 抱きしめられたい。ほぼ日 2016.12
- 思えば、孤独は美しい。ほぼ日 2017.12
- 他人だったのに。ほぼ日 2018.12
- かならず先に好きになるどうぶつ。 ほぼ日 2020.9
- こどもは古くならない。 ほぼ日 2021.6
- 生まれちゃった。ほぼ日 2023.2

### 共編著
- さよならペンギン（湯村輝彦画の絵本）すばる書房 1976.7
- 悔いあらためて（橋本治共著）北宋社 1980.6 のち光文社文庫
- 情熱のペンギンごはん（湯村輝彦画の漫画）情報センター出版局 1980.6
- コピーライターの世界 世の中、ぜんぶ広告なのだ。（編著）誠文堂新光社 1981.4 のち徳間文庫
- 夢で会いましょう（村上春樹共著）冬樹社 1981.11 のち講談社文庫
- 話せばわかるか 糸井重里対談集 飛鳥新社 1983.7 のち角川文庫
  - 栗本慎一郎、村松友視、ビートたけし、井上陽水、タモリ、坂田明、江川卓、矢野顕子、高橋留美子、谷岡ヤスジ、野坂昭如、村上春樹、川崎徹、三浦雅士
- 俺たちはノイズだ（栗本慎一郎共著）冬樹社 1983.9
- 夕刊イトイ（糸井重里、久住昌之、みうらじゅん、島地勝彦、渡辺和博、天野祐吉、南伸坊、秋山道男、蛭子能収、川上宗薫、石原真理子、泉麻人、鈴木慶一、巻上公一、小林井秀雄） リブロポート 1984.12
- テレビゲーム― 電視遊戯大全（テレビゲーム・ミュージアム・プロジェクト UPU 1988.6） ISBN 4-946432-31-0
- あるとしか言えない 赤城山徳川埋蔵金発掘と激闘の記録 赤城山埋蔵金発掘プロジェクト・チーム 集英社 1993.2
- お金をちゃんと考えることから逃げまわっていたぼくらへ（邱永漢との共著）PHP研究所, 2001.3
- 悪人正機 Only is not lonely（吉本隆明、聞き手） 朝日出版社 2001.6 のち新潮文庫
- ピーコ伝 ピーコこと杉浦克昭（聞き手） 日経BP社 2001.11
- 個人的なユニクロ主義（柳井正との共著） 朝日出版社, 2001.11（ほぼ日ブックス）
- 胸から伝わるっ ピーチ・ジョンがふくらんでいく物語（野口美佳,佐藤知代との共著） 朝日出版社, 2001.11（ほぼ日ブックス）
- ポンペイに学べ（青柳正規共著）朝日出版社 2001.11（ほぼ日ブックス）
- 海馬 脳は疲れない（池谷裕二との共著） 朝日出版社 2002.6（ほぼ日ブックス のち新潮文庫）
- 経験を盗め（鼎談集）中央公論新社 2002.8 のち文庫
- 智慧の実を食べよう。（詫磨武俊、吉本隆明、藤田元司、小野田寛郎、谷川俊太郎述。糸井聞き手）ぴあ 2004.1
- キャッチボールIchiro meets you イチローに糸井重里が聞く ぴあ 2004.4
- 学問は驚きだ。智慧の実を食べよう（岩井克人、松井孝典、山岸俊男、川勝平太述。糸井聞き手）ぴあ 2004.10
- 糸井重里のつくって食べようおいしい野菜 糸井重里,永田照喜治,こぐれひでこ,NHK「糸井重里のおいしい野菜つくっちゃいました」制作班 日本放送出版協会, 2005.4
- さらに経験を盗め（鼎談集）中央公論新社 2005.7 のち文庫
- 続々と経験を盗め（鼎談集）中央公論新社 2006.1 のち文庫
- 吉本隆明の声と言葉。（編集構成） 東京糸井重里事務所 2009.4
- 黄昏 南伸坊との共著 東京糸井重里事務所 2009.10
- さよならペンギン（湯村輝彦画の絵本）復刻版 東京糸井重里事務所 2011.4
- 土屋耕一の遊び場。土屋耕一著 和田誠/糸井重里編集 東京糸井重里事務所 2013.7
- 知ろうとすること。早野龍五との共著 東京糸井重里事務所 2014.10
- すいません、ほぼ日の経営 川島蓉子との共著 日経BP社 2018.10

### 翻訳
- ミッケ!1 いつまでもあそべるかくれんぼ絵本（ジーン・マルゾーロ文 ウォルター・ウィック写真） 小学館 1992.8
- ミッケ!2 びっくりハウス おとなもこどももあそべるかくれんぼ絵本（ジーン・マルゾーロ文 ウォルター・ウィック写真） 小学館 1993.10
- ミッケ!3 クリスマス みんなであそべるかくれんぼ絵本（ジーン・マルゾーロ文 ウォルター・ウィック写真） 小学館 1993.12
- ミッケ!4 ミステリー たんていになってあそぼうかくれんぼ絵本（ジーン・マルゾーロ文 ウォルター・ウィック写真） 小学館 1994.12
- ミッケ!5 ファンタジー おとこのこもおんなのこもかくれんぼ絵本（ジーン・マルゾーロ文 ウォルター・ウィック写真） 小学館 1996.1
- ジミーとジャネット、ふたりはふたご（ビバリー・クリアリー作 やまわきゆりこ絵） あかね書房 1997.4
- ミッケ!6 ゴーストハウス こわいけどおもしろいかくれんぼ絵本（ジーン・マルゾーロ文 ウォルター・ウィック写真） 小学館 1999.1
- ミッケ!7 たからじま わくわくさせるかくれんぼ絵本（ジーン・マルゾーロ文 ウォルター・ウィック写真） 小学館 2002.1
- ミッケ!8 がっこう あたらしくてなつかしいかくれんぼ絵本（ジーン・マルゾーロ文 ウォルター・ウィック写真） 小学館 2003.5
- チャレンジミッケ!1(おもちゃばこ) ウォルター・ウィック作 小学館 2006.1
- チャレンジミッケ!2(ゆめのまち) ウォルター・ウィック作 小学館 2006.3
- チャレンジミッケ!3(コレクション) ウォルター・ウィック作 小学館 2006.10
- チャレンジミッケ!4(サンタクロース) ウォルター・ウィック作 小学館 2006.12
- チャレンジミッケ!5(むかしむかし) ウォルター・ウィック作 小学館 2006.12
- チャレンジミッケ!6(こわーいよる) ウォルター・ウィック作 小学館 2008.11
- チャレンジミッケ!7(パイレーツ) ウォルター・ウィック作 小学館 2008.11
- チャレンジミッケ!8(おもちゃとっきゅう) ウォルター・ウィック作 小学館 2008.11
- ちっちゃなミッケ! ジーン・マルゾーロ 小学館 2009.4
- ちっちゃなミッケ! 動物 ジーン・マルゾーロ 小学館 2009.4

## 賞歴
- 1975年 TCC（東京コピーライターズクラブ）新人賞
- 1976年 東京アートディレクターズクラブ賞（ADC賞）
- 1979年 TCC（東京コピーライターズクラブ）特別賞「あったかいなぁあったかいなぁって、兄貴は頭まであったかくなっちまった」
- 1981年 TCC（東京コピーライターズクラブ）特別賞「いまのキミはピカピカに光って」
- 1982年 TCC（東京コピーライターズクラブ）賞 「不思議、大好き」
- 1984年 第1回ベストジーニスト賞（協議会選出部門）
- 1989年 第6回日本アニメ大賞・アトム賞 声優部門特別演技賞
- 2000年 第6回AMD Award 功労賞
- 2001年 第3回eAT KANAZAWA 名人賞
- 2007年 谷川俊太郎賞 受賞 「小さいことばを歌う場所」[注 9]
- 2009年 第1回伊丹十三賞
- 2012年 第15回みうらじゅん賞